# Magnetoscopio musical
Magnetoscopio Musical fue un programa televisivo de videoclips emitido en Chile desde 1981 hasta 1988 por Televisión Nacional de Chile. Era conducido por el locutor Rodolfo Roth (1956) y contaba además con espacios de entrevistas, incluyendo su transmisión conjunta con Radio Galaxia (1984-1988).
La música característica del programa es la introducción del tema «The Song (They Love To Sing)» de Barclay James Harvest, y el primer videoclip exhibido fue «Morning Train» de Sheena Easton.
Fue un programa pionero en su tipo —esto es, uno dedicado exclusivamente a revisar videoclips— pues inició sus transmisiones seis meses antes que la cadena estadounidense MTV, lanzada el 1 de agosto de 1981. Además, fue el primer programa de su tipo en Iberoamérica. El programa se emitió más allá de las fronteras chilenas, llegando a ser visto en Bolivia, Ecuador y Perú.